# 塩津温泉
塩津温泉（しおつおんせん）は、愛知県北設楽郡設楽町清崎にある温泉。

## 泉質
- 重曹泉：ナトリウム（炭酸水素塩・塩化物泉）。
  - 泉温：13.1℃（浴用加熱）。
  - 効能：神経痛・皮膚病など。
  - トロトロとした質感が特徴[1]。

## 温泉街
寒狭川の支流である野々瀬川（塩津川）に沿って2軒の旅館が存在する。山間の集落にあり、付近には山稜上を東海自然歩道が通過する鞍掛山、岩古谷山などがある。これらの山への登山の拠点宿として用いられることも多い。アユ・アマゴの渓流釣りや紅葉が楽しめる。

## 歴史
古くから湯治場として利用されてきたが、その起源は不明である。昭和2年（1927年）に一軒宿「秀山荘」が営業を開始し、主に林業従事者、農閑期の農民の湯治客を相手としてきた。第二次世界大戦後、新たに数軒の旅館が増え、客層も湯治客から観光客に変化していった。愛知県道433号和市清崎線沿いに設置された「塩津温泉郷」の看板には、4軒の旅館名と電話番号が記されているが、2018年現在は「秀山荘」「芳泉荘」の2軒が営業している。

## アクセス
- 電車・バス 
  - JR飯田線 本長篠駅から豊鉄バス田口行に乗車、「田口」バス停で下車（40分程度）。タクシーに乗り換え（10分程度）[4]。